# RNA提取
RNA提取（英語：RNA extraction）即从生物学样品中纯化RNA。该步骤的麻烦点在于：细胞与组织中的遍布着核糖核酸酶，这种酶可迅速降解RNA。用于分子生物学的从样品中分离RNA的方法有多种，最常用的方法之一是硫氰酸胍-酚-氯仿提取。
通常使用研钵及研杵或专业电动研磨器在液氮中提取RNA，也是阻止核糖核酸酶的有效方法。